# Eugoa gemina
Eugoa gemina är en fjärilsart som beskrevs av George Francis Hampson 1914. Eugoa gemina ingår i släktet Eugoa och familjen björnspinnare. Inga underarter finns listade i Catalogue of Life.